# Pseudomyrmex perboscii
Pseudomyrmex perboscii é uma espécie de formiga do género Pseudomyrmex, subfamilia Pseudomyrmecinae. Esta espécie foi descrita cientificamente por Guérin-Méneville em 1844.

## Distribuição
Encontra-se em Brasil, Costa Rica, México, Peru e Trinidad e Tobago.